# Geomys
Geomys is een geslacht van zoogdieren uit de familie van de goffers (Geomyidae). De wetenschappelijke naam van het geslacht werd in 1846 gepubliceerd door Constantine Samuel Rafinesque.

## Soorten
Er worden 14 soorten in dit geslacht geplaatst:
- Geomys arenarius Merriam, 1895
- Geomys attwateri Merriam, 1895
- Geomys brazensis W. B. Davis, 1938
- Geomys breviceps Baird, 1855
- Geomys bursarius (Shaw, 1800) – Gewone goffer
- Geomys jugossicularis Hooper, 1940
- Geomys knoxjonesi Baker & Genoways, 1975
- Geomys lutescens Merriam, 1890
- Geomys mobilensis Merriam, 1895
- Geomys personatus True, 1889 – Texasgoffer
- Geomys pinetis Rafinesque, 1817 – Georgiagoffer
- Geomys streckeri W. B. Davis, 1943
- Geomys texensis Merriam, 1895
- Geomys tropicalis Goldman, 1915